# Teterow
Teterow è una città di 8.893 abitanti del Meclemburgo-Pomerania Anteriore, in Germania.
Appartiene al circondario di Rostock.